# Los Chorros
Los Chorros är en ort i Mexiko.   Den ligger i kommunen Pijijiapan och delstaten Chiapas, i den sydöstra delen av landet, 700 km sydost om huvudstaden Mexico City. Los Chorros ligger 119 meter över havet och antalet invånare är 171.
Terrängen runt Los Chorros är varierad. Runt Los Chorros är det ganska glesbefolkat, med 28 invånare per kvadratkilometer. Närmaste större samhälle är Pijijiapan, 13,5 km sydost om Los Chorros. Omgivningarna runt Los Chorros är en mosaik av jordbruksmark och naturlig växtlighet.